# 新倉史祐
新倉 史祐（にいくら ふみひろ、1957年8月23日 - ）は、1981年から1993年まで活動した日本の元プロレスラーである。

## 来歴
神奈川県横浜市出身。1980年、23歳で新日本プロレスに入門。1981年1月10日、東京・後楽園ホールに於ける斎藤弘幸戦でデビュー。1984年9月、新日本プロレスを退団した長州力らが設立したジャパンプロレスに合流し、ジャパンプロレス勢の一員として全日本プロレスに参戦した。全日本プロレス参戦時には、ジャイアント馬場から期待されタイガーマスク（2代目）や川田利明らと対戦した。
1986年、馳浩と共に覆面レスラーのベトコン・エクスプレス1号・2号として（1号が新倉、2号が馳）、プエルトリコのWWCやカナダ・カルガリーのスタンピード・レスリングに遠征した。1987年にジャパンプロレスは崩壊し、フリーとしてパイオニア戦志に参戦。その後、SWSやNOW（第1次）に参戦したが、1993年に現役を引退した。
引退後は東京都渋谷区に居酒屋ダイニングを開店（2015年閉店）。またプロレス評論家としても活動している。

## 得意技
ジャーマンスープレックス
カンガルーキック

## タイトル歴
- インターナショナルタッグ王座（カルガリー版）（w / 馳浩）

## 人物
- 若手時代には新日本プロレス道場で寮長を勤めるなど、新倉の1週間後に17歳で入門した髙田伸彦（現：高田延彦）ら若手選手の中では兄貴分的存在として慕われた。
- 現役時代はボクシングの三迫ジムへ3年間通い、ボクシング技術も習得した。
- 佐山聡が新日本プロレスで初代タイガーマスクとして活動していた頃（1981年4月から1983年8月）、新日本プロレス道場で佐山の練習相手を務めた[1]。昼間はプロレスファンが道場に押し寄せていたため、タイガーマスクの「正体不明」ギミックを守るためにファンがいない深夜1時から3時頃まで練習した後、新倉が佐山を自宅まで自動車で送る日々だったという[1][2]。ラウンディングボディプレスもこの夜間練習で開発したものだが、練習に飽きると気晴らしにリング上でビニールのバットやボールで野球ごっこをして遊ぶこともあったと語っている[1]。また、この頃佐山はマスクを被らず素顔で練習や生活をしていたが、熱心なファンからは「タイガーマスクだ」と声をかけられることもあったと証言している[1]。
- ジャパンプロレス時代に明石家さんまの番組に所属選手全員で出演した際、終始にこやかだった新倉を見てさんまは「アンタは優しそうな顔やね」と言ったが、当時オールバックヘアーに口髭の強面だったアニマル浜口には「この人は恐そう」と発言。これを聞いた浜口がサービス精神を発揮しさんまを怒鳴りつけ怖がらせる一幕があった。
- 東京スポーツが1986年3月に、サンファンにて新倉と馳に対してインタビューを行った。インタビューを行った記者は同年2月にカンザス地区にて武者修行を行っていたターザン後藤を取材しており、その際新倉は後藤に対して電話をかけることを提案した。記者は調子に乗って「ジャイアント馬場を名乗ってコレクトコールでかけよう」と後藤に対してイタズラを仕掛けることを新倉と馳に提案し、3人は後藤にコレクトコールを入れ、後藤が現地の電話会社から高額請求を受ける姿を想像していた。後藤はオペレーターとつながった瞬間に馬場からかかってきたものと信じ込んでいたが、後藤はすぐさま切ったため、3人によるイタズラは失敗に終わった[3]。

## 著書
- 『プロレスラーの秘密の話』（1995年、エスエル出版会）
- 『プロレスラーの秘密の話 2』（1997年、エスエル出版会）